# Sten & Stalin
Sten & Stalin var ett svenskt trallpunkband från Göteborg, bildat 1996. Bandnamnet är en parodi på det svenska dansbandet Sten & Stanley och Sovjetunionens kommunistiska partis tidigare ledare  Josef Stalin. Bandet splittrades i december 2003.
2020 gavs skivorna ut på vinyl av Skatt records.

## Medlemmar
- Freddy Persson (Sång & Gitarr)
- Markus (Sång & Gitarr)
- Kigge (Sång & Bas)
- Olle (Trummor & Nyckelharpa)

Tidigare medlemmar
- Peter (Bas)

## Diskografi

### 1997–Den nakna sanningen
Skivbolag: MRN Records
1. 30:de November
2. Marjasin
3. Modeller
4. Din egen karriär

### 1998–Jesus lever
Skivbolag: Ägg tapes & Records
1. Kapitalets land
2. Svenska folk
3. Hyllningssång
4. De ljuger
5. Rättigheter
6. På andra sidan
7. Sonen
8. Bengt
9. Flickan & Kråkan (Mikael Wiehe cover)
10. Ölhävararmen
11. Våning nr. 12
12. Sången till dig

### 2003–Värdelös
Skivbolag: Ägg tapes & Records
1. Värdelös
2. Terrorattacker
3. Är det bra?
4. Feta gubbar
5. Pappa betalar
6. Allt beror på dig
7. Såssialdemokraterna
8. Unionen
9. 30:de november
10. Marjasin
11. Modeller
12. Din egen karriär